# ロイ・メイヤー
ロイ・メイヤー（Roy Meyer 1991年6月4日- ）は、オランダの北ブラバント州ブレダ出身の柔道選手。階級は100kg超級。身長186cm。

## 人物
小さい時に柔道を始めてみたものの、ADHDを患っていたために外でうろつくことが多かった。17歳の時に精神世界に関する本を読んで感銘を受けて人生を変える決心をすると、次第にADHDも克服していった。2010年のヨーロッパジュニア100kg超級で優勝した。世界ジュニアでは3位となった。2012年にはU23ヨーロッパ選手権で優勝した。2014年の世界選手権では5位に入った。2015年には世界ランク上位選手が集まるワールドマスターズで3位となった。世界選手権では初戦でルーマニアのダニエル・ナテアに一本負けを喫した。2016年のグランドスラム・パリでは準々決勝で日本の原沢久喜の横四方固で敗れたものの、その後の3位決定戦では同じく日本の七戸龍を大内刈の有効で破って3位となった。ワールドマスターズでは昨年に続いて3位になったが、リオデジャネイロオリンピックでは7位だった。2019年に東京で開催された世界選手権では準々決勝でリオデジャネイロオリンピック100㎏級金メダリストであるルカシュ・クルパレクに敗れるも、その後の3位決定戦で世界チャンピオンであるジョージアのグラム・ツシシビリを技ありで破って3位になった。なお、3位決定戦では終了間際にツシシビリにジョージア語で暴言を吐かれるのみならず、右足で相手の頭部付近に軽く蹴りを入れられる仕草をされたとも指摘されている。IJF会長のマリウス・ビゼールはこの件を倫理委員会で取り上げるとTwitter上で述べた。2021年のヨーロッパ選手権では準々決勝で国内のライバルであるヘンク・フロルに小外掛で敗れて、東京オリンピック代表に選出されなかった。なお、フロルとの対戦で過剰な足払いを仕掛けると、その後に一本負けを喫した際、激高したフロルに袖を突き放される好ましくないアクションを示された。世界選手権では準々決勝でジョージアのゲラ・ザアリシビリに敗れるも、その後の3位決定戦でブラジルのラファエル・シルバに反則勝ちして3位になった。
IJF世界ランキングは4177ポイント獲得で5位となっている(23/5/15現在)。

## 主な戦績
- 2010年 - ヨーロッパジュニア　優勝
- 2010年 - 世界ジュニア　3位
- 2012年 - U23ヨーロッパ選手権　優勝
- 2013年 - ヨーロッパオープン・タリン　3位
- 2013年 - グランプリ・アブダビ　2位
- 2014年 - ヨーロッパオープン・ソフィア　優勝
- 2014年 - ヨーロッパ選手権　7位
- 2014年 - 世界選手権　5位
- 2014年 - グランプリ・ザグレブ　優勝
- 2014年 - グランドスラム・アブダビ　3位
- 2014年 - グランプリ・青島　3位
- 2015年 - グランプリ・ザグレブ　3位
- 2015年 - グランドスラム・バクー　2位
- 2015年 - ワールドマスターズ　3位
- 2015年 - グランドスラム・パリ　3位
- 2015年 - グランプリ・チェジュ　3位
- 2016年 - グランドスラム・パリ　3位
- 2016年 - グランプリ・トビリシ　2位
- 2016年 - グランドスラム・バクー　2位
- 2016年 - ワールドマスターズ　3位
- 2016年 - リオデジャネイロオリンピック 7位
- 2017年 - ヨーロッパ選手権　3位
- 2017年 - グランプリ・ハーグ 優勝
- 2018年 - グランプリ・ブダペスト　3位
- 2018年 - グランプリ・ハーグ　3位
- 2019年 - グランプリ・トビリシ　3位
- 2019年 - グランプリ・アンタルヤ　優勝
- 2019年 - グランプリ・ザグレブ　5位
- 2019年 - 世界選手権　3位
- 2019年 -　グランドスラム・アブダビ　優勝
- 2021年 -　ヨーロッパ選手権　5位
- 2021年 -　世界選手権　3位
- 2022年 -　ヨーロッパ選手権　3位
- 2022年 -　グランドスラム・ウランバートル　2位
- 2023年 -　グランドスラム・アンタルヤ　2位
- 2023年 -　世界団体　3位

(出典、JudoInside.com)